# Damas
Damas è un distretto della Costa Rica facente parte del cantone di Desamparados, nella provincia di San José.